# 西富士道路
西富士道路（にしふじどうろ）は、静岡県富士市から静岡県富士宮市を通る国道139号における自動車専用道路である。

## 概要
- 起点 : 静岡県富士市伝法
- 終点 : 静岡県富士宮市小泉
- 総延長 : 6.8 km
- 設計速度 : 80 km/h
- 規制速度 : 80 km/h
- 償還完了日時 : 2012年（平成24年）4月1日

静岡県東部に位置する富士市と隣接する富士宮市の南端部を結ぶ、路線延長約7 kmの高速道路（自動車専用道路）区間で、並行する国道139号の東名高速道路開通に伴う混雑の解消に資するバイパスとして建設され、1982年の供用開始以来日本道路公団および中日本高速道路が管理する一般有料道路として運用された。その後、2012年4月に償還期限を終えて無料開放され、現在の管理者である国土交通省へと移管された。長らくバイパス道路として供用されたが、2015年4月より現道の対象区間が国道から県道へ指定され、一般国道は西富士道路に一本化された。有料道路当時の距離標は路線単独の延長を記した標識が用いられていたが、無料開放され国土交通省に移管されてからは国道139号の起点（指定区間）である富士市青島交差点からの通算距離を表記したものに取り替えられた。
道路法における自動車専用道路に係る法規制の示す通り、本路線においても125 cc以下の車両および歩行者は通行不可となっている。

## 路線概況

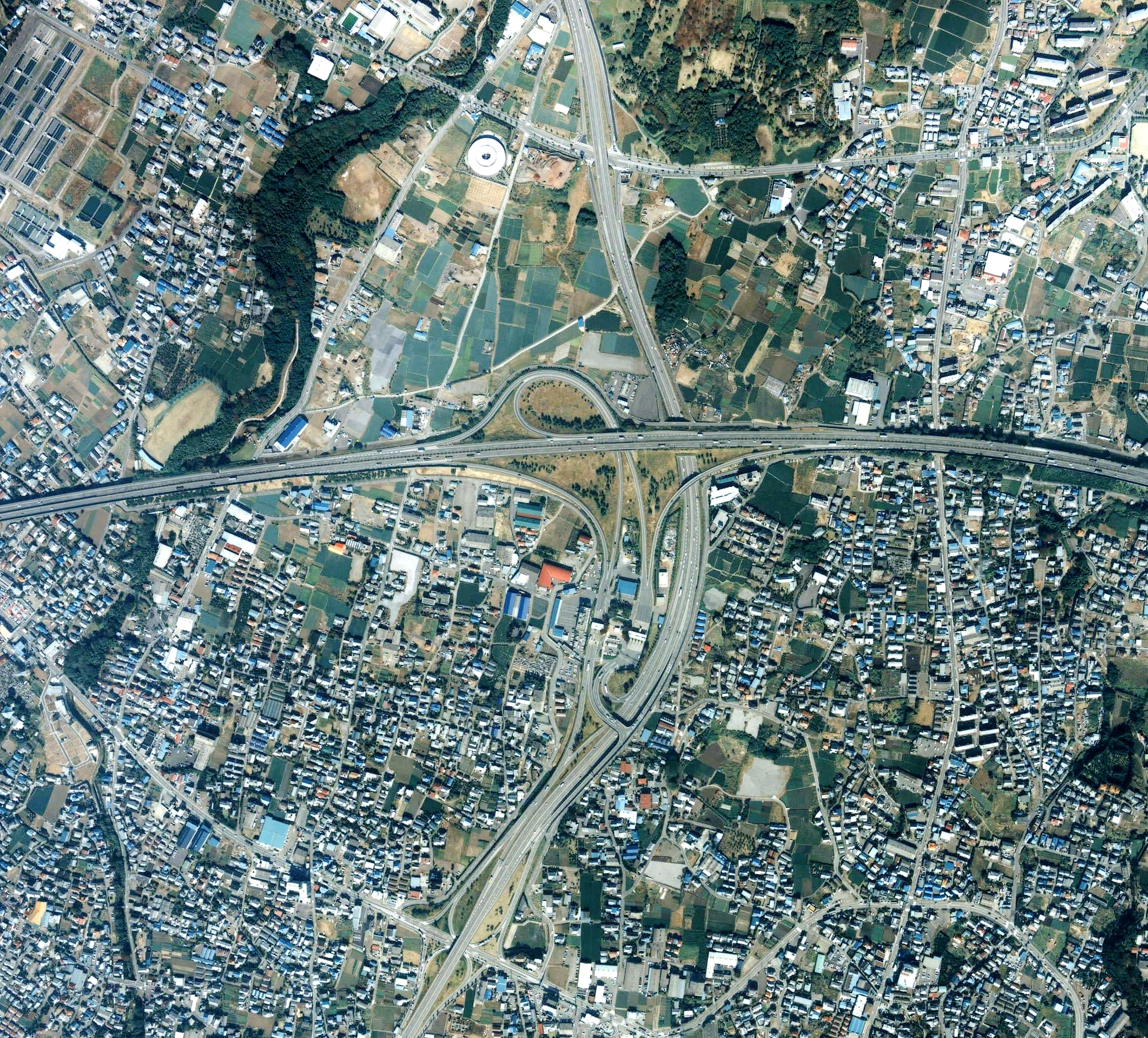
富士IC付近。南北に西富士道路が走り、東西に東名高速が架かる。

本路線は東名高速のインターチェンジがある富士を起点とするが、路線の正起点は国道139号（一般道）から連続する地点ではなく、静岡県道353号田子浦港富士インター線（通称：港大通り）から延びる本線部分としている。下り線は起点部で一般道と接続するが、上り線は東名高速に流入するランプを共有し、信号機も設置されているなど、上下線で一般道との接続地点と構造が異なっている。高速道路と一般道の相互利用が可能となっているが、故に富士一帯は構造が複雑になっており、東名高速と一般道との接続はすべて西富士道路の本線または側道を介している。
富士通過後に差し掛かる広見は富士市北中部にあたる大渕地区の最寄出入口となり、市道を介して静岡県道72号富士白糸滝公園線と接続する。路線の中間地点にあたる新富士で新東名高速に繋がる。市境付近で西富士料金所跡地を抜け、終点である小泉で静岡県道76号富士富士宮由比線と分岐する小泉若宮交差点と平面交差し、本線はそのまま国道139号の一般道である富士宮バイパスとなり、富士宮市北部を通過する自動車専用道路の富士宮道路へ接続する外神交差点に至る。
南北に隣接する富士市と富士宮市を結び、路線形は概ね北西方向に延び、途中に東名高速と新東名高速が交差する。全線で旧道にあたる静岡県道414号富士富士宮線と並行しており、富士と小泉にて分岐接続している。片側一車線の旧道に対して全線が片側二車線で運用されており、富士 - 広見および旧西富士TB - 小泉については最高速度が60 km/hであるが、その他の区間においては80 km/hとなっている。

## 通過する自治体
- 静岡県
  - 富士市 - 富士宮市

## 接続する道路
高速道路
- E1 東名高速道路（富士ICで接続）
- E1A 新東名高速道路（新富士ICで接続）

一般道
- 静岡県道353号田子浦港富士インター線
- 静岡県道414号富士富士宮線
- 静岡県道76号富士富士宮由比線

## 歴史
- 1974年（昭和49年） : 着工開始[3]
- 1982年（昭和57年）4月2日 : 富士IC - 小泉IC間開通に伴い全線開通
- 2005年（平成17年）10月1日 : 日本道路公団からNEXCO中日本に移管
- 2010年（平成22年）6月28日 : 無料化社会実験開始
- 2011年（平成23年）6月19日 : 無料化社会実験終了
- 2012年（平成24年）4月1日 : 償還完了に伴い無料開放[4] 道路管理者が中日本高速道路から国土交通省に移管
- 2012年（平成24年）4月14日 : 新富士IC開通 新東名高速道路と接続

## インターチェンジなど
| IC 番号                               | 施設名   | 接続路線名                          | 起点 から (km) | 青島 から (km) | BS | 備考                        | 所在地 | 所在地   |
| ------------------------------------- | -------- | ----------------------------------- | -------------- | -------------- | -- | --------------------------- | ------ | -------- |
| 静岡県道353号 国道1号・田子の浦港方面 |          |                                     |                |                |    |                             |        |          |
| （9）                                 | 富士IC   | 国道139号 静岡県道414号富士富士宮線 | 0.0            | 2.0            |    |                             | 静岡県 | 富士市   |
| （9）                                 | 富士IC   | E1 東名高速道路                     | 0.7            | 2.7            | ○  |                             | 静岡県 | 富士市   |
|                                       | 広見IC   |                                     | 1.7            | 3.7            |    |                             | 静岡県 | 富士市   |
| （7）                                 | 新富士IC | E1A 新東名高速道路                  | 3.4            | 5.4            |    |                             | 静岡県 | 富士市   |
|                                       | 西富士TB |                                     | 6.2            | 8.2            |    | 本線料金所 2012年4月1日廃止 | 静岡県 | 富士宮市 |
|                                       | 小泉IC   | 静岡県道76号富士富士宮由比線        | 6.8            | 8.8            |    |                             | 静岡県 | 富士宮市 |
| 国道139号 朝霧高原・富士吉田方面      |          |                                     |                |                |    |                             |        |          |

## 通行料金
- 全区間均一料金であり西富士料金所での単純支払い方式。料金徴収は本料金所通過時に発生し、富士 - 広見間の区間利用下では通行料は不要であった。
- 2009年（平成21年）3月28日からETC時間帯割引（深夜、通勤、平日夜間、平日昼間、休日特別）を実施。
- 2010年（平成22年）度に実施された高速道路無料化社会実験の対象路線として、2010年（平成22年）6月28日から2011年（平成23年）6月19日まで通行料金は無料であった。無料化社会実験が終了してから無料開放まではETC各種割引制度が適用されていた。

### 有料時代の通行料金
| 料金所・車種 | 普通車 | 大型車 | 特大車 |
| ------------ | ------ | ------ | ------ |
| 西富士       | 200円  | 310円  | 730円  |

## 道路管理者
- 国土交通省
  - 中部地方整備局 静岡国道事務所

（2012年3月31日までは中日本高速道路株式会社 東京支社富士保全・サービスセンターが管轄していた）

## 車線・最高速度
| 区間                | 車線 上下線=上り線+下り線 | 最高速度 |
| ------------------- | ------------------------- | -------- |
| 富士IC - 広見IC     | 4=2+2                     | 60 km/h  |
| 広見IC - 旧西富士TB | 4=2+2                     | 80 km/h  |
| 旧西富士TB - 小泉IC | 4=2+2                     | 60 km/h  |

## 路線風景

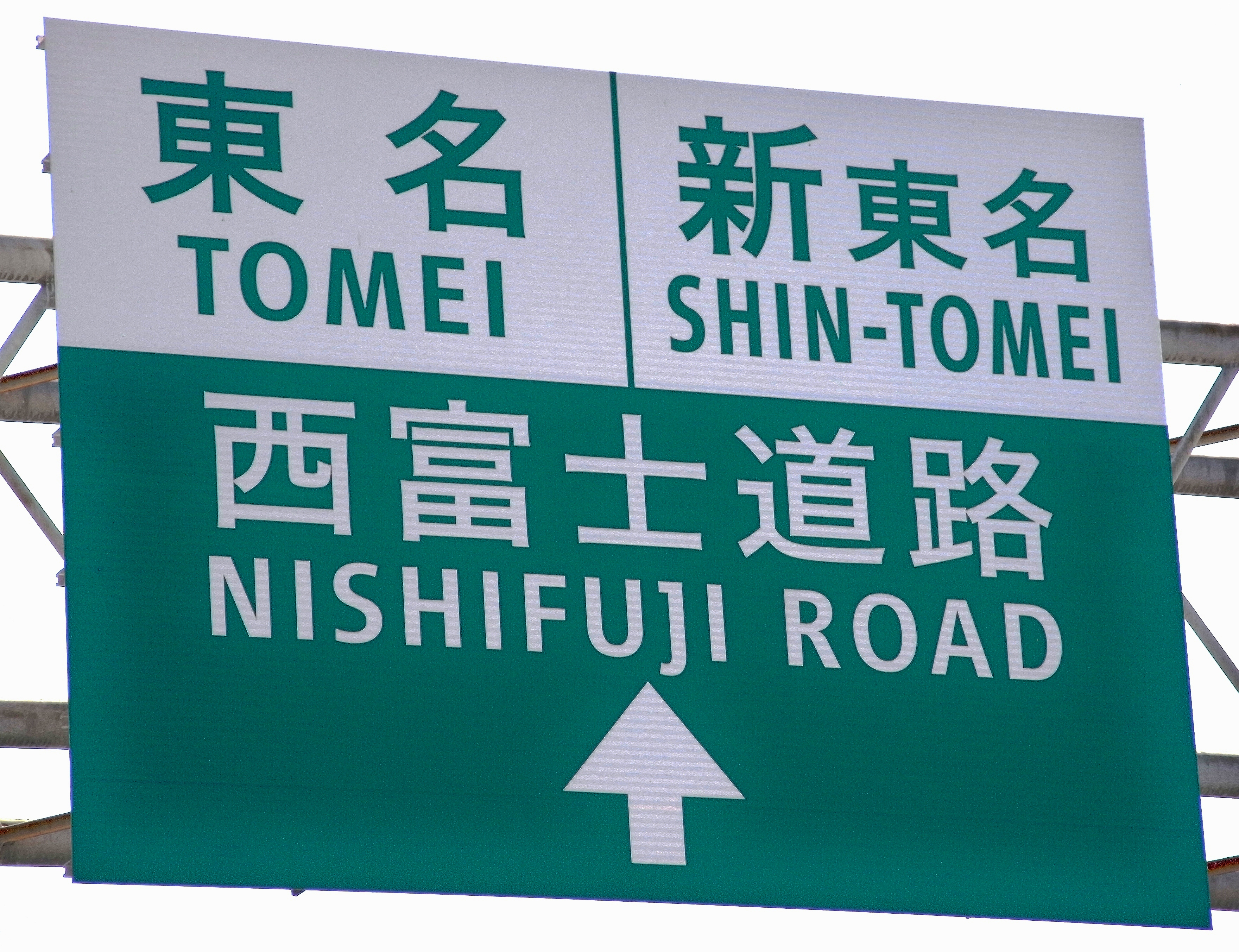
国道139号小泉若宮交差点にある路線案内標識。
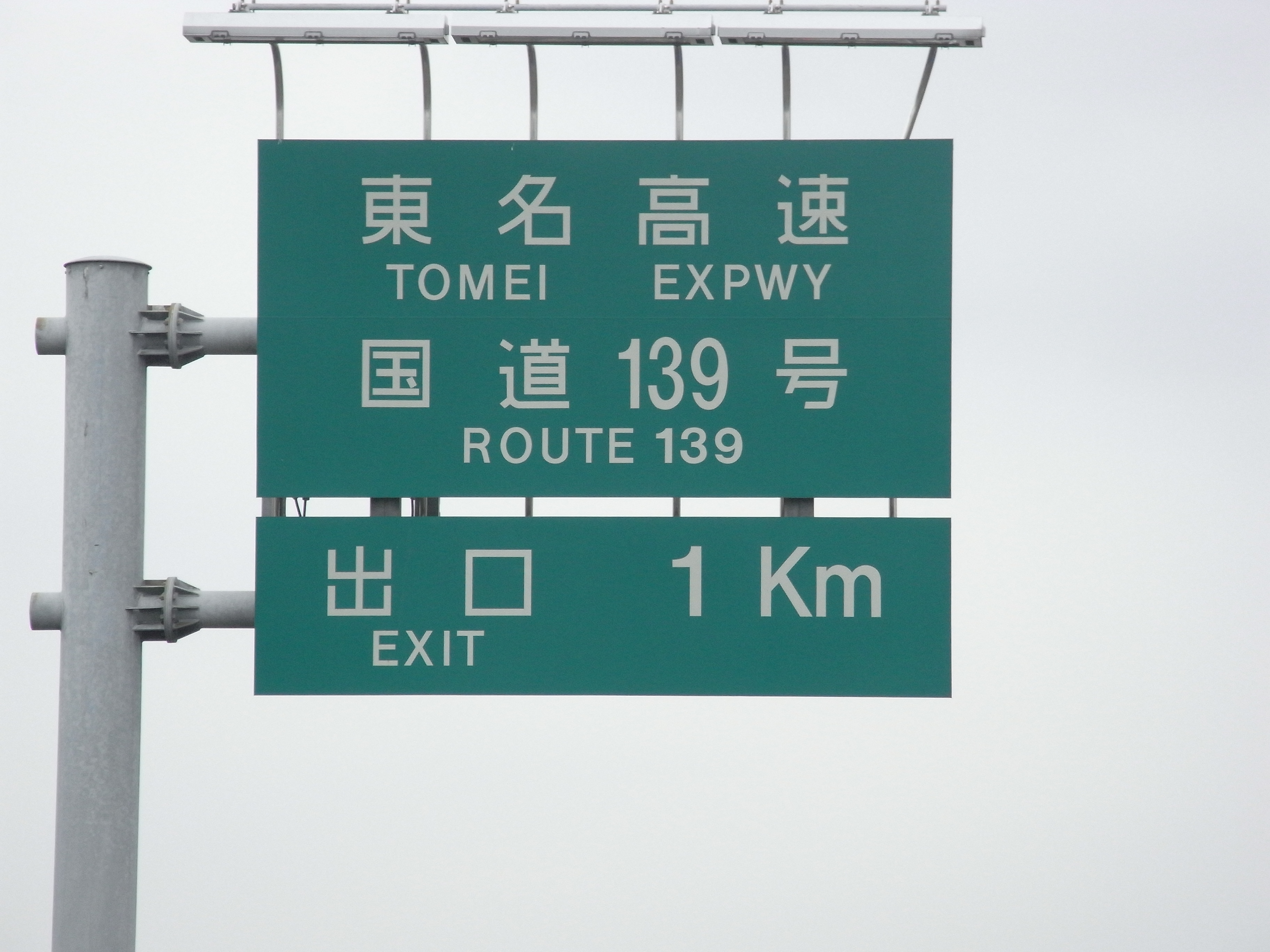
上り線富士IC予告標識。前述の通り、上り線における一般道への流出は東名高速に接続するランプと一体化している。
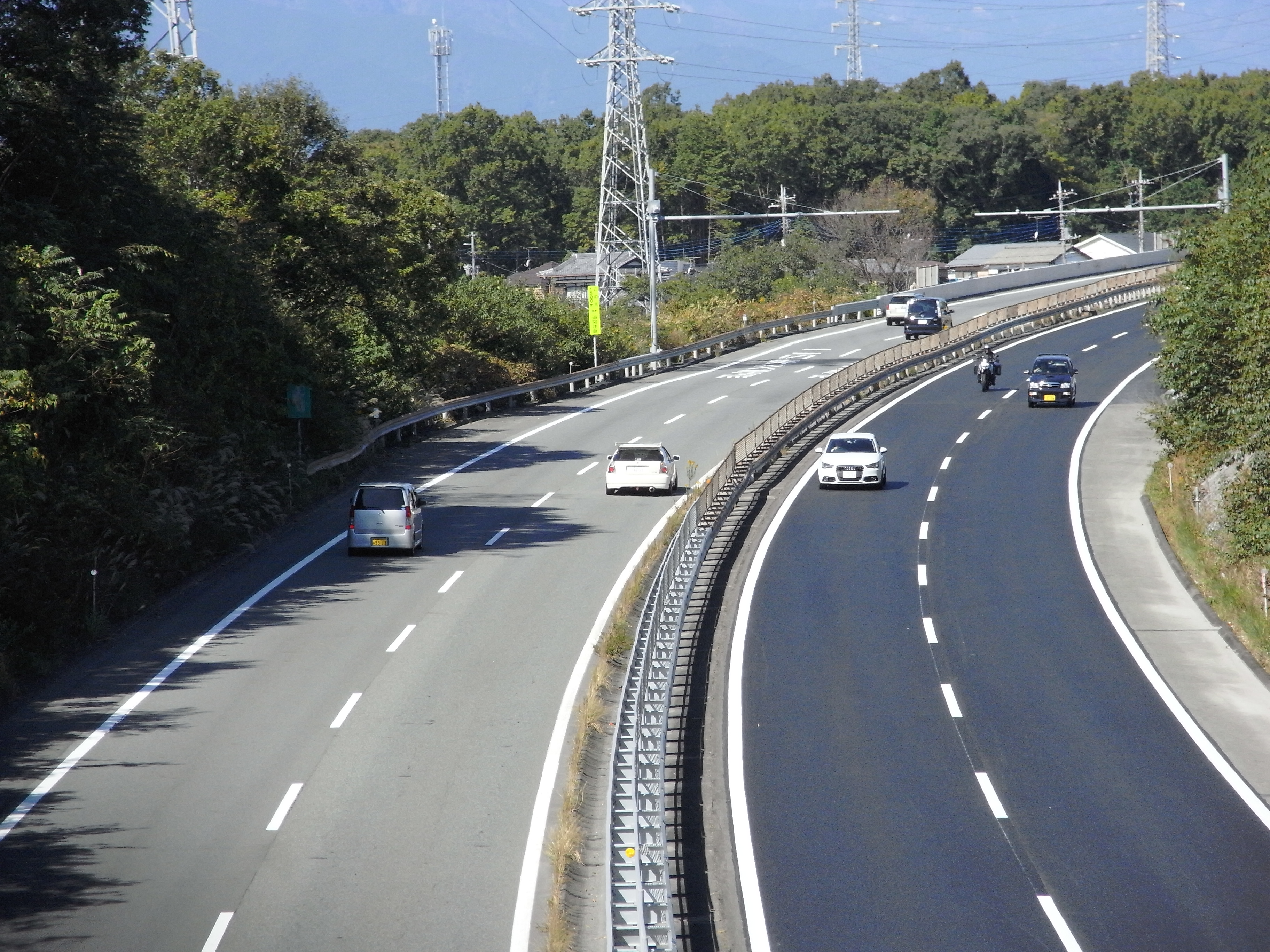
富士市久沢付近。全線を通して路面の損傷が見受けられ、度々修繕作業を施している。
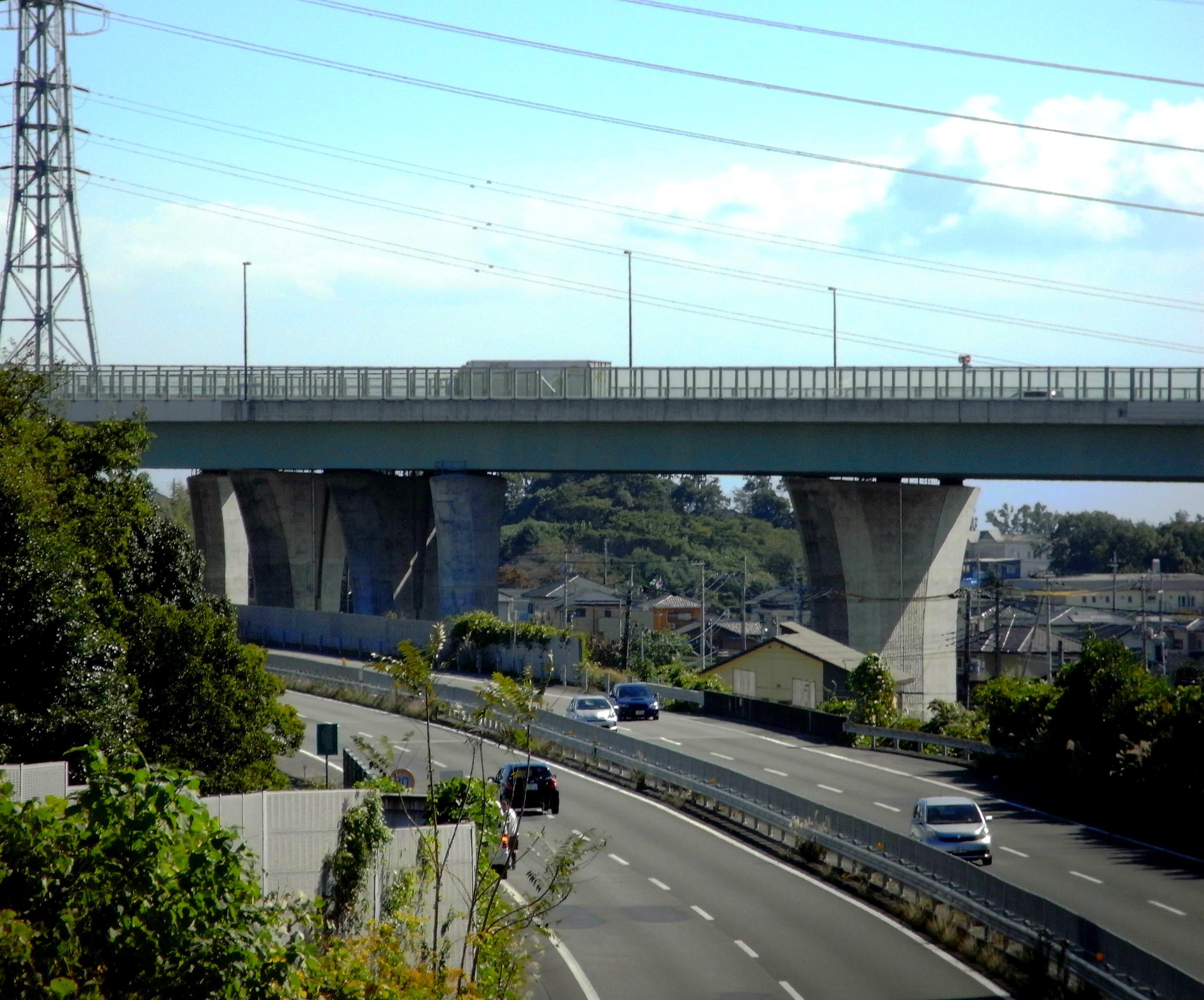
上り線より新富士付近を望む。奥の高架は本線を東西に跨ぐ新東名高速。
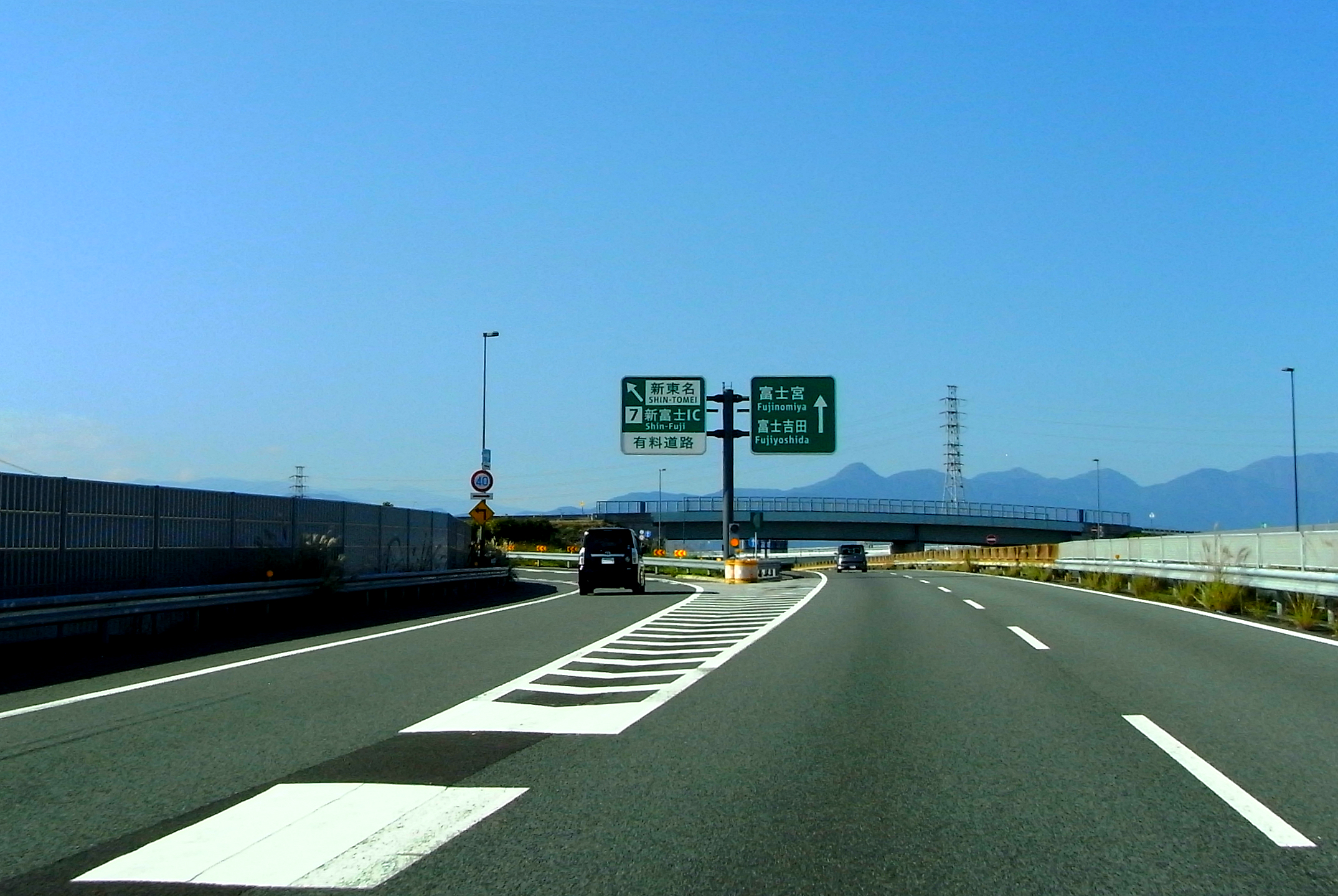
新東名高速との分岐点。一般道とは接続しておらず高速道路（料金所）に直結している。

## 交通量
24時間交通量（台）　道路交通センサス
| 区間                      | 平成17（2005）年度 | 平成22（2010）年度 | 平成27（2015）年度 |
| ------------------------- | ------------------ | ------------------ | ------------------ |
| 伝法交差点 - 東名・富士IC | 21,465             | 57,867             | 44,521             |
| 東名・富士IC - 広見IC     | 21,465             | 57,867             | 49,593             |
| 広見IC - 新東名・新富士IC | 21,465             | 57,867             | 33,871             |
| 新東名・新富士IC - 小泉IC | 21,465             | 57,867             | 41,443             |

（出典：「平成22年度道路交通センサス」・「平成27年度全国道路・街路交通情勢調査」（国土交通省ホームページ）より一部データを抜粋して作成）
- 平成22年度の調査期間中において全線では、高速道路無料化社会実験が行われていた。